# Marquis de Riscal
 (mai 2024).
Si vous disposez d'ouvrages ou d'articles de référence ou si vous connaissez des sites web de qualité traitant du thème abordé ici, merci de compléter l'article en donnant les références utiles à sa vérifiabilité et en les liant à la section « Notes et références ».

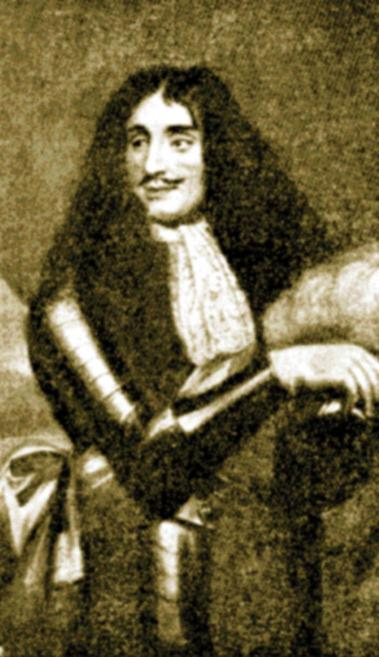
Baltasar Hurtado de Amézaga et Báñez de Villabaso, Ier marquis de Riscal.

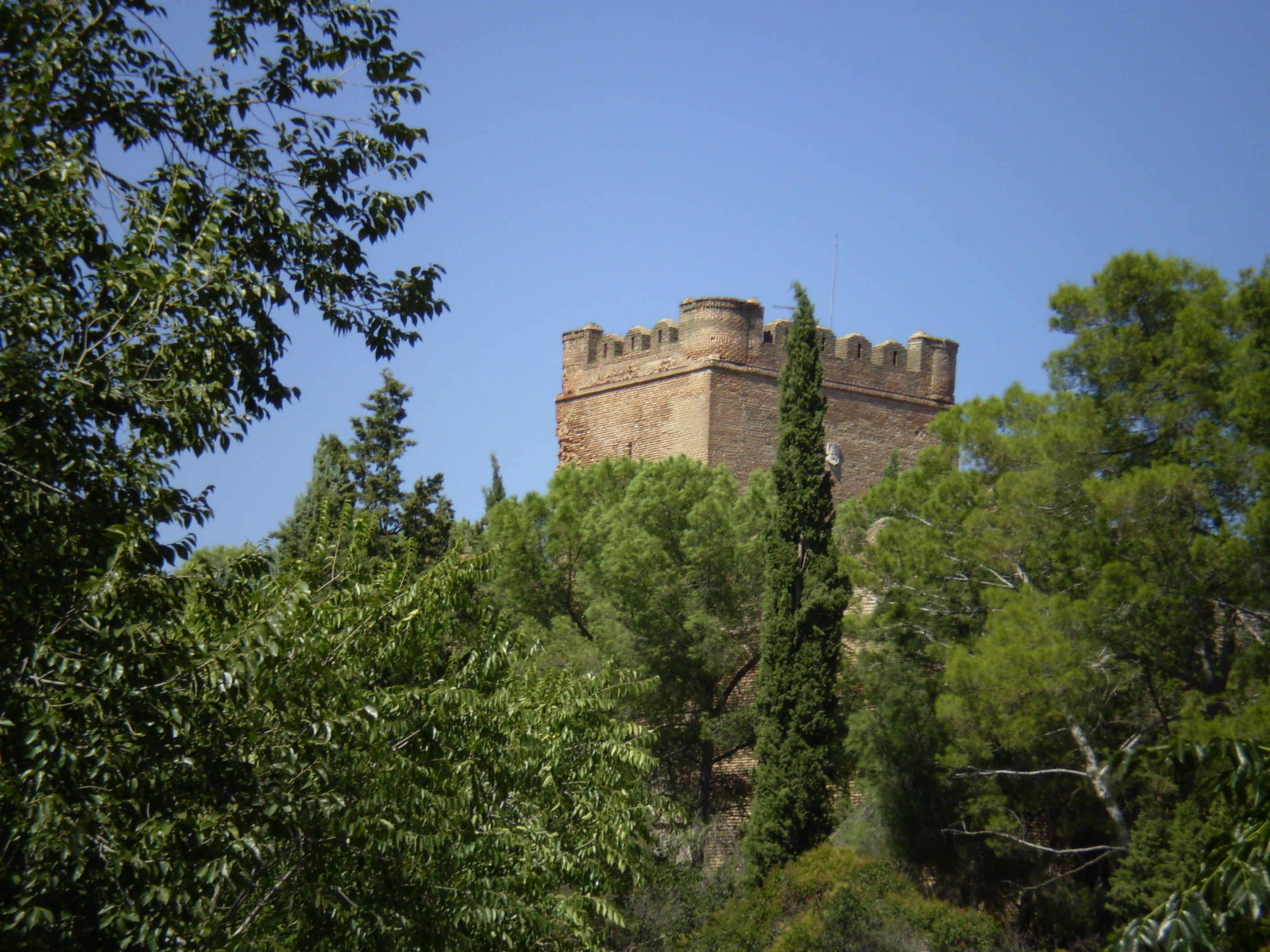
Château de Batres, propriété pendant des années des Marquis de Riscal.

Marquis de Riscal est un titre de noblesse espagnol créé le 27 avril 1708 par le roi Felipe V en faveur de Baltasar Hurtado de Amézaga et Báñez de Villabaso, lieutenant général, gouverneur de Malaga, etc.
Il lui fut accordé la Grandesse de l'Espagne le 13 février 1928 par le roi Alfonso XIII, et le septième marquis, José Hurtado de Amézaga et Zavala.

## Marquis de Riscal
|                       | Titulaire                                            | Période               |
| Création par Felipe V | Création par Felipe V                                | Création par Felipe V |
| --------------------- | ---------------------------------------------------- | --------------------- |
| I                     | Baltasar Hurtado de Amézaga et Báñez de Villabaso    | 1708-1720             |
| II                    | .                                                    |                       |
| III                   | .                                                    |                       |
| IV                    | Juan Gualberto Hurtado de Amézaga et Au delà Salazar |                       |
| V                     | Guillermo Hurtado de Amézaga et Zubía                |                       |
| VI                    | Camilo Hurtado de Amézaga et Balmaseda               | 1827 -1888            |
| VII                   | José Hurtado de Amézaga et Zavala                    | 1888-1955             |
| VIII                  | María Bethléem Hurtado de Amézaga et Armée           | 1961-                 |

## Généalogie
- Baltasar Hurtado de Amézaga et Báñez de Villabaso (1657-1720), Ier marquis de Riscal.
- Juan Gualberto Hurtado de Amézaga et Au delà Salazar, IVe marqués du Riscal.
  - Marié avec Jacoba Zubía Echebarría. Son successeur est son fils :
- Guillermo Hurtado de Amézaga et Zubía, Ve marqués du Riscal.
  - Marié avec Gertrudis Balmaseda Mateo. Son successeur est son fils :
- Camilo Hurtado de Amézaga et Balmaseda (1827-1888), VIe marqués du Riscal.
  - Marié avec Juana de Zavala et Guzmán, xv marquise de Quintana del Marco, vii comtesse de Villaseñor, fille de Juan de Zavala et de la Puente, Iere marquise de Sierra Bullones et de María del Pilar de Guzmán et de la Cerda, xxiv duchesse de Nájera, xii marquesa de Quintana du Cadre, etc. Son successeur est son fils :
- José Guillermo Hurtado de Amézaga et Zavala (1867-1955), VIIe marqués du Riscal, xvi marqués de Quintana du Cadre, viii conde de Villaseñor, Gentilhombre Grand de l'Espagne avec exercice et servitude du Roi Alfonso XIII.
  - Marié avec Berenguela de Collado et de l'Alcazar, IIIe marquise de la Lagune, IIe vicomtesse de Jarafe, Dame de la Reine Victoria Eugenia de Battenberg. Il lui arrive dans le titre la fille de Camilo Hurtado de Amézaga et Cavalier et d'Asunción Armée et Ulloa, fils de son frère Francisco de Amézaga et Zavala, par autant sa nièce petite-fille :
- María Belén Hurtado de Amézaga et Armada, VIIIe marquise de Riscal, x comtesse de Villaseñor.
  - Marié avec Jorge Juan Escudero et Pueyo.